# The Utah Kid
The Utah Kid é um filme estadunidense de 1930, do gênero faroeste, dirigido por Richard Thorpe, com roteiro de Frank Howard Clark.